# Corralejos
Corralejos é um dos cinco bairros do distrito de Barajas, em Madrid, Espanha.
De destacar neste bairro o Parque Juan Carlos I e os Recintos Feriales del Campo de Naciones.